# Mattia Felici
Pour les articles homonymes, voir Felici.
Mattia Felici, né le 17 avril 2001 à Rome, est un footballeur italien qui évolue au poste d'ailier gauche au Cagliari Calcio.

## Style de jeu
Felici joue principalement en tant en tant qu'ailier gauche, mais peut s'adapter à plusieurs rôles offensifs ou même aux rôles de milieu gauche et de défenseur gauche.

## Statistiques
| Saison                | Club                  | Championnat           | Championnat | Championnat | Championnat | Coupe(s) nationale(s) | Coupe(s) nationale(s) | Coupe(s) nationale(s) | Total | Total | Total |
| Saison                | Club                  | Division              | M.          | B.          | P.d.        | M.                    | B.                    | P.d.                  | M.    | B.    | P.d.  |
| 2018-2019             | US Lecce              | Série B               | 1           | 0           | 0           | 0                     | 0                     | 0                     | 1     | 0     | 0     |
| 2020-2021             | US Lecce              | Série B               | 0           | 0           | 0           | 0                     | 0                     | 0                     | 0     | 0     | 0     |
| 2021-2022             | US Lecce              | Série B               | 0           | 0           | 0           | 1                     | 0                     | 0                     | 1     | 0     | 0     |
| Sous-total            | Sous-total            | Sous-total            | 1           | 0           | 0           | 1                     | 0                     | 0                     | 2     | 0     | 0     |
| 2019-2020             | Palerme FC (prêt)     | Série D               | 25          | 4           | 3           | 0                     | 0                     | 0                     | 25    | 4     | 3     |
| 2021-2022             | Palerme FC (prêt)     | Série C               | 11+0        | 1+0         | 1+0         | 0                     | 0                     | 0                     | 11    | 1     | 1     |
| Sous-total            | Sous-total            | Sous-total            | 36          | 5           | 4           | 0                     | 0                     | 0                     | 36    | 5     | 4     |
| 2022-2023             | US Triestina          | Série C               | 27+2        | 4+0         | 3+0         | 1                     | 0                     | 0                     | 30    | 4     | 3     |
| 2023-2024             | Feralpisalò (prêt)    | Série B               | 36          | 4           | 5           | 2                     | 1                     | 1                     | 38    | 5     | 6     |
| 2024-2025             | Cagliari Calcio       | Série A               | 15          | 0           | 3           | 2                     | 0                     | 0                     | 17    | 0     | 3     |
| Total sur la carrière | Total sur la carrière | Total sur la carrière | 117         | 13          | 15          | 6                     | 1                     | 1                     | 123   | 14    | 16    |

## Palmarès
Il remporte avec Palerme le Championnat d'Italie de quatrième division 2019-2020. Le titre n'est cependant pas officiellement reconnu, la saison ayant été arrêtée après 26 matchs à la suite de la pandémie de Covid-19 en Italie.